# Sidney Chouraqui (aviron)
Pour les articles homonymes, voir Chouraqui.
Sidney Chouraqui, né le 23 décembre 1975, est un rameur d'aviron français.

## Palmarès

### Championnats du monde
- 2001 à Lucerne
  -  Médaille d'or en quatre avec barreur[2]